# Аллан, Луиза
Луиза Розали́ Алла́н, в девичестве Депрео́ (фр. Louise Rosalie Allan-Despréaux; 1810 года, Монс, Бельгия — март 1856 года, Париж, Франция) — французская актриса, долгое время выступавшая в Санкт-Петербурге (май 1837 — июль 1847).

## Творческая деятельность
Приобрела известность в Париже, играя под девическим именем Луизы Депрео. Начинала ещё ребёнком: в трагедии Расина «Гофолия» она играла маленького Иоаса вместе с Тальмой в роли Иодая.
Вместе с мужем Александром Алланом более 10 лет была украшением петербургской французской сцены (Михайловский театр) и пользовалась большой любовью публики. Поступили в российский театр в мае 1837 года; она дебютировала в комедии «La Lectrice» и «Une position délicate». Оба были хороши в драмах и высоких комедиях; оба превосходно передавали куплеты. В водевилях играла кокеток. Запомнилась в спектаклях «Mademoiselle de Belleisle», «Une pensionnaire mariée», «Eulalie Pontois», «Marcel», «Un verre d’eau» (Стакан воды), «Une chaîne», «Le caprice» и во всех лучших пьесах репертуара 1840-х годов, например, «Mémoires du diable», «La Calomnie», «La Camaraderie», драмах «La Closerie des genets», «Elle est folle», «La savonnette impériale» и проч. Вместе с мужем играла в семейной драме Скриба «Une faute».
Дала прощальный бенефис на петербургской сцене в июле 1847 года; её сменили Плесси и Фэй. Играла некоторое время в Париже; умерла в марте 1856 года после непродолжительной болезни. Похоронена на кладбище Пер-Лашез (участок 73).